# Bachelor, le gentleman célibataire
 (avril 2024).
- Si vous ne connaissez pas le sujet, laissez ce bandeau (vous pouvez alors contacter les auteurs).
- Si vous supprimez le contenu mis en cause (vous pouvez préalablement contacter les auteurs),

argumentez précisément cette suppression dans la page de discussion
(un manque de référence n'est pas un argument ; une recherche réelle de référence doit avoir été effectuée, être formellement documentée).
 (avril 2024).
La mise en forme du texte ne suit pas les recommandations de Wikipédia : il faut le « wikifier ».
Les points d'amélioration suivants sont les cas les plus fréquents. Le détail des points à revoir est peut-être précisé sur la page de discussion.
- Les titres sont pré-formatés par le logiciel. Ils ne sont ni en capitales, ni en gras.
- Le texte ne doit pas être écrit en capitales (les noms de famille non plus), ni en gras, ni en italique, ni en « petit »…
- Le gras n'est utilisé que pour surligner le titre de l'article dans l'introduction, une seule fois.
- L'italique est rarement utilisé : mots en langue étrangère, titres d'œuvres, noms de bateaux, etc.
- Les citations ne sont pas en italique mais en corps de texte normal. Elles sont entourées par des guillemets français : « et ».
- Les listes à puces sont à éviter, des paragraphes rédigés étant largement préférés. Les tableaux sont à réserver à la présentation de données structurées (résultats, etc.).
- Les appels de note de bas de page (petits chiffres en exposant, introduits par l'outil «  Source ») sont à placer entre la fin de phrase et le point final[comme ça].
- Les liens internes (vers d'autres articles de Wikipédia) sont à choisir avec parcimonie. Créez des liens vers des articles approfondissant le sujet. Les termes génériques sans rapport avec le sujet sont à éviter, ainsi que les répétitions de liens vers un même terme.
- Les liens externes sont à placer uniquement dans une section « Liens externes », à la fin de l'article. Ces liens sont à choisir avec parcimonie suivant les règles définies. Si un lien sert de source à l'article, son insertion dans le texte est à faire par les notes de bas de page.
- La présentation des références doit suivre les conventions bibliographiques. Il est recommandé d'utiliser les modèles {{Ouvrage}}, {{Chapitre}}, {{Article}}, {{Lien web}} et/ou {{Bibliographie}}. Le mode d'édition visuel peut mettre en forme automatiquement les références.
- Insérer une infobox (cadre d'informations à droite) n'est pas obligatoire pour parachever la mise en page.

Pour une aide détaillée, merci de consulter Aide:Wikification.
Si vous pensez que ces points ont été résolus, vous pouvez retirer ce bandeau et améliorer la mise en forme d'un autre article.
 (avril 2024).
Pour les articles homonymes, voir Bachelor.
Bachelor, le gentleman célibataire est une émission de télévision française de télé réalité.
Les trois premières saisons ont été présentées par Stéphane Rotenberg sur M6 en 2003, 2004, 2005. L'émission revient sur NT1 en 2013, présentée par Grégory Ascher (saisons 4 et 5), puis la sixième saison est diffusée en 2016 et présentée par Boris Ehrgott.

## Présentation
- Stéphane Rotenberg (saisons 1 à 3 puis saison 7)
- Grégory Ascher (saisons 4 et 5)
- Boris Ehrgott (saison 6)

## Principe
Bachelor, le gentleman célibataire est une adaptation du programme The Bachelor diffusé sur la chaîne américaine ABC.
Ce jeu propose de suivre un homme célibataire séduisant, ayant connu la réussite dans les affaires, à la recherche du grand amour parmi 20 candidates lors des saisons 2004 et 2005 (25 candidates en 2003, 2013, 2014 et 22 en 2016)  accueillies dans une villa au bord de l'océan Pacifique.

## Les Bachelors
- 1re saison : Olivier, 32 ans, chef d’entreprise.
- 2e saison : Steven, 30 ans, directeur de restaurant.
- 3e saison : Karl, 30 ans, chef d’entreprise.
- 4e saison : Adriano, 33 ans, courtier.
- 5e saison : Paul, 31 ans, consultant financier.
- 6e saison : Gian, 34 ans, chef d'entreprise.

## Déroulement des saisons

### Saison 1 (2003)
La première saison a été diffusée du 7 mai 2003 au 25 juin 2003.
Olivier Siroux tenait le rôle du Bachelor. L'émission a été remportée par Alexandra Coulet.
Olivier et Alexandra se sont séparés peu après avoir sorti le livre Au-delà du conte de fées

#### Audimat
| Épisode | Diffusion             | Téléspectateurs | Parts de marché | Classement des audiences de la soirée | Référence |
| ------- | --------------------- | --------------- | --------------- | ------------------------------------- | --------- |
| 1       | Mercredi 7 mai 2003   | 3 412 480       | 15,5 %          | 4e                                    | [ 1 ]     |
| 2       | Mercredi 14 mai 2003  | 2 559 360       | 11 %            | 4e                                    | [ 1 ]     |
| 3       | Mercredi 21 mai 2003  | 3 359 160       | 14,6 %          | 4e                                    | [ 1 ]     |
| 4       | Mercredi 28 mai 2003  | 3 305 840       | 15,6 %          | 4e                                    | [ 1 ]     |
| 5       | Mercredi 4 juin 2003  | 3 572 440       | 15,7 %          | 4e                                    | [ 1 ]     |
| 6       | Mercredi 11 juin 2003 | 3 999 000       | 20 %            | 4e                                    | [ 1 ]     |
| 7       | Mercredi 18 juin 2003 | 3 519 120       | 15,9 %          | 4e                                    | [ 1 ]     |
| 8       | Mercredi 25 juin 2003 | 4 372 240       | 21,2 %          | 3e                                    | [ 1 ]     |

Sur fond vert : plus hauts chiffres d'audiences
Sur fond rouge : plus bas chiffres d'audiences

### Saison 2 (2004)
La saison deux a été diffusée du 8 janvier 2004 au 26 février 2004.
Steven tenait le rôle du Bachelor et quitte l'aventure seul (n'ayant pas choisi entre Karine et Candice parmi les deux candidates finalistes).

#### Audimat
| Épisode | Diffusion             | Téléspectateurs | Parts de marché | Classement des audiences de la soirée | Référence |
| ------- | --------------------- | --------------- | --------------- | ------------------------------------- | --------- |
| 1       | Jeudi 8 janvier 2004  | 3 343 040       | 14,9 %          | 3e                                    | [ 1 ]     |
| 2       | Jeudi 15 janvier 2004 | 3 720 480       | 15,3 %          | 3e                                    | [ 1 ]     |
| 3       | Jeudi 22 janvier 2004 | 3 450 880       | 14,5 %          | 4e                                    | [ 1 ]     |
| 4       | Jeudi 29 janvier 2004 | 3 666 560       | 14,9 %          | 3e                                    | [ 1 ]     |
| 5       | Jeudi 5 février 2004  | 3 774 400       | 15,7 %          | 3e                                    | [ 1 ]     |
| 6       | Jeudi 12 février 2004 | 3 396 960       | 13,5 %          | 4e                                    | [ 1 ]     |
| 7       | Jeudi 19 février 2004 | 3 774 400       | 16,7 %          | 3e                                    | [ 1 ]     |
| 8       | Jeudi 26 février 2004 | 4 637 120       | 18,1 %          | 2e                                    | [ 1 ]     |

Sur fond vert : plus hauts chiffres d'audiences
Sur fond rouge : plus bas chiffres d'audiences

### Saison 3 (2005)
La troisième saison a été diffusée du 2 mars 2005 au 20 avril 2005.
Karl tenait le rôle du Bachelor et a choisi Julie.

### Saison 4 (2013)
La quatrième saison été diffusée du 21 janvier 2013 au 11 mars 2013 sur NT1. L'émission est présentée par Grégory Ascher.
Adriano tenait le rôle du Bachelor. L'émission a été remportée par Magalie. Une candidate Aissa,est venue ici pour apprendre la séduction et deviendra ensuite coach en séduction notamment en 2019 dans la 9e saison de l'émissions "Les princes de l'amour"

### Saison 5 (2014)
À la suite du succès de la saison précédente, la chaîne NT1 a décidé de tourner une nouvelle saison du Bachelor. Dans cette nouvelle saison, le célibataire doit rencontrer 25 célibataires pour un tournage à la mi-2013.
Le Bachelor, pour cette saison, est Paul. L'émission a été remportée par Alix, devant Élodie et Martika. À noter que 2 candidates, Megghann et Solène, ont été candidates à l’élection de Miss France 2012.
La diffusion de la saison 5 débute le 24 février 2014, avec une audience en demi-teinte lors de ce lancement : 576 000 téléspectateurs soit 2,3 % de part d'audience.

#### Audimat
| Épisode | Jour et horaire de diffusion      | Téléspectateurs | Parts de marché (sur les 4 ans et plus) | Référence |
| ------- | --------------------------------- | --------------- | --------------------------------------- | --------- |
| 1       | Lundi 24 février 2014 20:55-22:35 | 576 000         | 2,3 %                                   | [ 5 ]     |
| 2       | Lundi 3 mars 2014 20:55-22:35     | 613 000         | 2,3 %                                   | [ 6 ]     |
| 3       | Lundi 10 mars 2014 20:55-22:35    | 586 000         | 2,2 %                                   |           |
| 4       | Lundi 17 mars 2014 20:55-22:35    | 618 000         | 2,4 %                                   |           |
| 5       | Lundi 24 mars 2014 20:55-22:35    | 677 000         | 2,6 %                                   |           |
| 6       | Lundi 31 mars 2014 20:55-22:35    | 702 000         | 2,7 %                                   |           |
| 7       | Lundi 7 avril 2014 20:55-22:35    | 757 000         | 3,1 %                                   |           |
| 8       | Lundi 14 avril 2014 20:55-22:35   | 777 000         | 3,1 %                                   |           |
| 9       | Lundi 21 avril 2014 20:55-22:35   | 903 000         | 3,5 %                                   |           |
| 10      | Lundi 28 avril 2014 20:50-22:50   | 1 091 000       | 4,4 %                                   | [ 7 ]     |

Légende :
- Les plus hauts chiffres d'audience
- Les plus bas chiffres d'audience

### Saison 6 (2016)
Une nouvelle saison du Bachelor est diffusée à partir du 29 février 2016 sur NT1. Le bachelor est Gian Marco.
Le 2 mai 2016, il choisit de donner sa dernière rose à Linda, qui devient donc la gagnante de cette saison devant Shirley.

### Le Golden Bachelor(2024)
M6 relance le concept en adaptant la version dérivée avec des candidats d'au moins 55 ans. Initialement prévue pour l'été, la première émission est diffusée le 18 septembre 2024.
Le bachelor est Landry, 60 ans, chef d'entreprise veuf.
20 candidates âgées de 55 à 67 ans participent au programmme. Raquel remporte la compétition. A l'issue des épisodes diffusés, l'émission ne rencontre pas le succès.
Le 2 décembre 2024, Catherine, Mariella et Béatrice, candidates de cette saison, saisissent le Tribunal des Prud’hommes de Boulogne-Billancourt pour dénoncer les conditions de tournage du programme, pointant des manquements graves en matière de sécurité et de santé.

## Parodie
L'émission et certaines du même genre sont parodiées dans la série télévisée La Flamme en 2020.